# Matrimonio igualitario en Liechtenstein
El matrimonio igualitario en Liechtenstein es legal desde el 1 de enero de 2025. Anteriormente, el país reconocía a las parejas del mismo sexo con uniones civiles, las mismas que entraron en vigencia el 1 de septiembre de 2011 tras su aprobación por parte de los votantes en un referéndum. Liechtenstein fue el segundo país del mundo en aprobar una ley de asociación mediante referéndum, después de Suiza en 2005.
En noviembre de 2022 el Landtag aprobó una moción en la que pedía al gobierno que presentara un proyecto de ley que legalizara el matrimonio entre personas del mismo sexo, con amplio apoyo de todo el espectro político. El 11 de agosto de 2022 el príncipe Luis dijo que el matrimonio entre personas del mismo sexo "no es un problema importante" y las encuestas de opinión muestran que la mayoría del público de Liechtenstein apoya el matrimonio entre personas del mismo sexo. Un proyecto de ley que legaliza el matrimonio entre personas del mismo sexo fue aprobado en primera lectura el 8 de marzo de 2024 por 24 votos a 1. Pasó su lectura final el 16 de mayo de 2024 y entró en vigor el 1 de enero de 2025.

## Historia

### Uniones civiles
El 19 de noviembre de 2001, el diputado Paul Vogt del partido Lista Libre presentó una iniciativa para legalizar las uniones civiles al Landtag de Liechtenstein, que después de una larga discusión la remitió al Gabinete para conocer su opinión. El 15 de abril de 2003, el Gabinete publicó su posición al respecto al comparar la situación legal en Liechtenstein con países europeos con reconocimiento a parejas del mismo sexo (por ejemplo, Alemania), pero también con otros como Austria y Suiza, que no ofrecían reconocimiento legal a parejas del mismo sexo en ese momento. Como el Gabinete no vio una necesidad urgente, prefirió esperar avances en Austria y especialmente en Suiza y recomendó el rechazo. El 14 de mayo de 2003, el Landtag discutió y rechazó la iniciativa.
El 17 de septiembre de 2007, Amnistía Internacional Liechtenstein presentó una petición en que solicitaba el reconocimiento legal de las parejas del mismo sexo. Una moción posterior presentada en el Landtag por la Lista Libre en la que solicitaba que el Gabinete introdujera una ley de uniones civiles similar a la de Suiza, fue aprobada el 24 de octubre de 2007 con 19 representantes a favor y 6 en contra.
En diciembre de 2009, la ministra de Justicia, Aurelia Frick, anunció que finalizaría un borrador del proyecto de ley de uniones civiles para enero del año siguiente. El borrador fue presentado en abril de 2010. En agosto del mismo año, el príncipe Luis declaró su apoyo a la propuesta. El 23 de noviembre de 2010, el Gabinete formuló la versión final del proyecto de ley,   que fue aprobado por el Parlamento en primera lectura el 16 de diciembre de 2010. El proyecto fue aprobada en segunda lectura el 16 de marzo de 2011 en una votación de 21 a 0 y fue publicado el 21 de marzo como la Ley de sociedades registradas (en alemán: Partnerschaftsgesetz).
Un grupo llamado Vox Populi ("La voz del pueblo") anunció su intención de forzar un referéndum sobre la nueva ley. Según la Constitución de Liechtenstein, la organización tenía hasta el 21 de abril (30 días) para recoger al menos 1.000 firmas. Una vez reunidas las firmas necesarias (1.208 firmas válidas), se llevó a cabo un referéndum entre el 17 y el 19 de junio de 2011. La ley de uniones civiles fue aprobada por el 68,8% de los que votaron y, por lo tanto, entró en vigor el 1 de septiembre de 2011.
Por municipio, el "Sí" recibió mayor apoyo en Planken (73,4 %), seguido de Schaan (73,0 %) y Ruggell (72,4 %), mientras que el apoyo más alto para el "No" se registró en Eschen (40,8 %).
Durante los dos primeros años siguientes a la entrada en vigor de la nueva ley se realizaron once uniones entre personas del mismo sexo. Esto representó el 2.7% de todas las uniones celebradas esos dos años. De las once uniones, ocho fueron realizadas entre parejas de hombres y tres entre parejas de mujeres.

### Propuestas para legalizar el matrimonio
En junio de 2017, la ministra de Justicia, Aurelia Frick, declaró que estaba abierta a un debate público sobre la legalización del matrimonio entre personas del mismo sexo. El parlamentario Daniel Seger del Partido de Ciudadanos Progresistas (FBP), quien había ayudado a redactar la ley de uniones civiles, recibió con agrado la legalización del matrimonio entre personas del mismo sexo en Alemania y declaró que esperaba que Liechtenstein hiciera lo mismo.
En 2018, una pareja de dos hombres solicitó una licencia de matrimonio en la Oficina del Registro Civil. Ambos presentaron una demanda ante los tribunales luego de que su solicitud fuera rechazada en la que argumentaban que la prohibición al matrimonio entre personas del mismo sexo violaba el Convenio Europeo de Derechos Humanos y la Constitución de Liechtenstein. El Tribunal Administrativo (VGH, Verwaltungsgerichtshof) falló a favor de la pareja, pero la sentencia fue anulada en apelación por el Tribunal Estatal (StGH, Staatsgerichtshof) en septiembre de 2019. El StGH dictaminó, en el caso 2018/154, que prohibir el matrimonio entre personas del mismo sexo no es inconstitucional. Sin embargo, el tribunal concluyó que varias disposiciones de la ley de parejas de 2011 eran discriminatorias, en particular las disposiciones que prohibían a las parejas civiles adoptar a sus hijastros. En respuesta, el gobierno anunció que evaluaría el tema después de una "cuidadosa discusión".
Tras la votación del Consejo Nacional de Suiza para legalizar el matrimonio entre personas del mismo sexo, el 11 de junio de 2020, Amos Kaufmann del grupo LGBT Flay expresó su esperanza de que Liechtenstein pronto hiciera lo mismo. El diario Liechtensteiner Vaterland anunció que el tema podría "estar pronto en la arena política". El ministro de Asuntos Sociales, Mauro Pedrazzini, dijo que esperaba que la discusión sobre el tema estuviera presente en el período previo a las elecciones parlamentarias de febrero de 2021. Un portavoz del partido Unión Pariótica (VU) dijo que había "problemas más apremiantes", pero que seguirían los acontecimientos en Suiza y tomarían una decisión formal más adelante. El presidente del partido FBP, Marcus Vogt, dijo que su partido todavía estaba debatiendo si adoptarían una postura oficial de apoyo al matrimonio entre personas del mismo sexo.
En una entrevista con Radio Liechtenstein en febrero de 2021, el príncipe Hans-Adam II expresó su apoyo al matrimonio entre personas del mismo sexo, pero afirmó que se oponía a permitir que las parejas del mismo sexo adoptaran. Tanto la Unión Patriótica como el Partido de Ciudadanos Progresistas criticaron el comentario del Príncipe. Después de las elecciones de 2021, el diario Liechtensteiner Vaterland informó que existía una "mayoría sólida" en el Landtag para legalizar el matrimonio entre personas del mismo sexo, con el apoyo del partido Lista Libre y la mayoría de los miembros de FBP y VU.
El 29 de septiembre de 2021, el Landtag realizó un debate en el que la mayoría de los partidos políticos coincidieron en términos generales en que debería legalizarse el matrimonio entre personas del mismo sexo. Como resolución se decidió convocar a consultas públicas antes de legislar sobre el tema.

## Opinión pública
En junio de 2017, tras la aprobación de una ley de matrimonio entre personas del mismo sexo en el Bundestag alemán, el diario Liechtensteiner Vaterland realizó una encuesta en línea en la que preguntó a sus lectores si apoyaban o se oponían a la legalización de los matrimonios entre personas del mismo sexo en Liechtenstein. El 55% respondió "sí y lo más rápido posible" y otro 14% respondió "sí" pero se opusieron o mostraron reparos a apoyar la adopción por parte de parejas del mismo sexo. El 27% de los encuestados se opuso al matrimonio entre personas del mismo sexo y el 4% restante se mostró indeciso o indiferente.
Una encuesta realizada en febrero de 2021 por el Instituto Liechtenstein mostró apoyo mayoritario en todos los partidos políticos a la pregunta: "¿Deberían las parejas del mismo sexo tener los mismos derechos que las parejas heterosexuales en todas las áreas?". En total, el 72% de los votantes apoyó el matrimonio entre personas del mismo sexo y el 28% se opuso. Los votantes del partido Lista Libre fueron los más positivos (96% a favor, 4% en contra), seguidos por los votantes del Partido Ciudadano Progresista (74% a favor, 27% en contra), Unión Patriótica (68% a favor, 32% en contra), Independientes (65% a favor, 35% en contra) y Demócratas por Liechtenstein (55% a favor, 45% en contra).